# ジプロピレングリコール
ジプロピレングリコール（英: Dipropylene glycol）は、グリコールの一種である。通常は4-オキサ-2,6-ヘプタンジオール、2-(2-ヒドロキシ-プロポキシ)-プロパン-1-オール、2-(2-ヒドロキシ-1-メチル-エトキシ)-プロパン-1-オールの3種の異性体の混合物である。消防法に定める第4類危険物 第3石油類に該当する。

## 用途
ジプロピレングリコールは、プロピレングリコール（PG）製造時の副産物として生じる。性質はPGに類似するが、PGに比べ高粘度で溶解力が高い。ポリエステル樹脂の中間原料や水圧機器の作動油、不凍液、印刷インキ原料などに適する。毒性が低く、精製したものは化粧品原料や香料用溶媒に使用される。1998年のアメリカ合衆国における需要は1億800万ポンドで、可塑剤38%、不飽和ポリエステル樹脂23%、化粧品及び芳香剤10%、ポリウレタンポリオール類8%、アルキド樹脂7%などの用途に利用された。